# Potim
Potim is een gemeente in de Braziliaanse deelstaat São Paulo. De gemeente telt 20.668 inwoners (schatting 2009).

## Aangrenzende gemeenten
De gemeente grenst aan Aparecida, Guaratinguetá, Pindamonhangaba en Roseira.